# 2829 Bobhope
2829 Bobhope este un asteroid din centura principală, descoperit pe 9 august 1948, de Ernest Johnson.